# 슈퍼 글로벌 대학
슈퍼 글로벌 대학(일본어: スーパーグローバル大学 스파구로바루다이가쿠[*])은 일본 국외 대학과의 교류를 통해, 국제화를 추진하고, 세계적인 수준의 교육과 연구를 하는 "글로벌 대학"을 중점적으로 지원하기 위해서 2014년 문부과학성이 지정한 대학이다.
일본 전국에 약 30개 학교를 지정하고, 대학교육의 글로벌화와 일본 대학의 국제경쟁력을 향상시키기 위해, 글로벌 무대에서 활약할 수 있는 인재를 양성하는 것이 목표이다.

## 지정
문부과학성은 2014년 이하의 두 종류의 대학을 공모했다.
- Top형 : 세계 대학랭킹 100위 안에 들 수 있는 실력이 있고, 세계적인 수준의 연구를 하고 있는 대학.
- 글로벌화 견인(牽引)형 : 그 동안의 실적을 토대로 새로운 도전을 하는 일본의 글로벌화를 견인(牽引)하는 대학.

같은 해 5월까지 "Top형"에 16건, "글로벌화 견인(牽引)형"에 93건, 합계 109건의 응모가 있었다. 

문부과학성이 그 해 9월 심사결과를 발표하였고, "Top형"에 13개, "글로벌화 견인(牽引)형"에 24개, 합계 37개 대학을 지정하였다. 

유력한 후보였던 히토쓰바시 대학, 고베 대학, 아오야마가쿠인 대학, 도시샤 대학은 탈락하였다.

## 지정교

### Top형 지정교
| 대학명            | 종류 | 사업규모   |
| ----------------- | ---- | ---------- |
| 홋카이도 대학     | 국립 | 약 70억엔  |
| 도호쿠 대학       | 국립 | 약 70억엔  |
| 쓰쿠바 대학       | 국립 | 약 48억엔  |
| 도쿄 대학         | 국립 | 약 58억엔  |
| 도쿄 의과치과대학 | 국립 | 약 54억엔  |
| 도쿄 공업대학     | 국립 | 약 53억엔  |
| 나고야 대학       | 국립 | 약 61억엔  |
| 교토 대학         | 국립 | 약 51억엔  |
| 오사카 대학       | 국립 | 약 55억엔  |
| 히로시마 대학     | 국립 | 약 46억엔  |
| 규슈 대학         | 국립 | 약 83억엔  |
| 게이오기주쿠 대학 | 사립 | 약 67억엔  |
| 와세다 대학       | 사립 | 약 100억엔 |

### 글로벌화 견인(牽引)형 지정교
| 대학명                        | 종류 |
| ----------------------------- | ---- |
| 지바 대학                     | 국립 |
| 도쿄 외국어대학               | 국립 |
| 도쿄 예술대학                 | 국립 |
| 나가오카 기술과학대학         | 국립 |
| 가나자와 대학                 | 국립 |
| 도요하시 기술과학대학         | 국립 |
| 교토 공예섬유대학             | 국립 |
| 나라 첨단과학기술대학원대학   | 국립 |
| 오카야마 대학                 | 국립 |
| 구마모토 대학                 | 국립 |
| 국제교양대학                  | 공립 |
| 아이즈 대학                   | 공립 |
| 국제 기독교 대학              | 사립 |
| 시바우라 공업대학             | 사립 |
| 조치 대학                     | 사립 |
| 도요 대학                     | 사립 |
| 호세이 대학                   | 사립 |
| 메이지 대학                   | 사립 |
| 릿쿄 대학                     | 사립 |
| 소카 대학                     | 사립 |
| 고쿠사이 대학                 | 사립 |
| 리쓰메이칸 대학               | 사립 |
| 간세이 가쿠인 대학            | 사립 |
| 리쓰메이칸 아시아 태평양 대학 | 사립 |